# Bózsva, Borsod-Abaúj-Zemplén
Bózsva este un sat în districtul Sátoraljaújhely, județul Borsod-Abaúj-Zemplén, Ungaria, având o populație de 194 de locuitori (2011). 

## Demografie
Componența etnică a satului Bózsva
     Maghiari (100%)
Componența confesională a satului Bózsva
     Romano-catolici (39,18%)
     Reformați (32,99%)
     Greco-catolici (3,61%)
     Fără religie (2,58%)
     Necunoscută (21,65%)
     Alte religii (2,06%)
Conform recensământului din 2011, satul Bózsva avea 194 de locuitori. Din punct de vedere etnic, majoritatea locuitorilor (100,0%) erau maghiari. Nu există o religie majoritară, locuitorii fiind romano-catolici (39,18%), reformați (32,99%), greco-catolici (3,61%) și persoane fără religie (2,58%). Pentru 21,65% din locuitori nu este cunoscută apartenența confesională.